# 298. Infanterie-Division (Wehrmacht)
Die schlesische 298. Infanterie-Division war ein militärischer Großverband der Wehrmacht. An der Ostfront erlitt sie im Januar 1943 als Teil der 8. italienischen Armee schwere Verluste am Donbogen. Die Überlebenden wurden in die 387. Infanterie-Division überführt.

## Geschichte

### Aufstellung
Die Division wurde am 6. Februar 1940 auf dem Truppenübungsplatz Neuhammer als Teil der 8. Aufstellungswelle gebildet. 

### Westfeldzug
Im Juni 1940 wurde die 298. Infanterie-Division aus Stadtkyll (Eifel) an die Westfront verlegt und kämpfte im Raum Arnay/Burgund sowie Dijon. Vor der französischen Kapitulation führte sie Sicherungsaufgaben bei Chambéry durch. 

### Besatzungstruppe Polen
Im Juli 1940 wurde die Division als Bestandteil der 18. Armee nach Polen transportiert.

### Unternehmen Barbarossa
Am 22. Juni 1941 nahm sie am Unternehmen Barbarossa, dem Überfall auf die Sowjetunion, teil. Südlich von Chełm (Ostpolen) überquerte die 298. ID den Bug bei Ustylug [Устилуг] und wurde an der Stalinlinie auf der Höhe Luzk-Riwne-Zwiahel in Kämpfe verwickelt, bis sie die Gegend um Nowograd-Wolynski erreichte. 

### Kiew 1941
Danach nahm sie an der Schlacht um Kiew teil, bekämpfte die Sowjetarmee dann an den Flüssen Dnjepr und Desna, um wieder nach Kiew zurückzukehren und liegengebliebene Feindeinheiten zu bekämpfen.

### 1942
Von Januar bis März 1942 war die 298. ID im Verband des XXXXIV. Armeekorps südlich von Charkow eingesetzt. Ab Mai des Jahres 1942 nahm die Division unter dem Kommando des XI. Armeekorps (Gruppe v. Kortzfleisch) an der Zweiten Schlacht um Charkow (12. bis 28. Mai 1942) teil. Das anfängliche Einsatzgebiet ist in einer Lagekarte vom 14. Mai 1942 gut zu sehen. Darüber hinaus hatte sie zusammen mit der Armeegruppe Kleist Einsätze gegen eingekesselte Rotarmisten. Die Abwehrkämpfe in dieser Region zogen sich über den ganzen Juni 1942 hin und verursachten schwere Verluste.

### Offensive 1942
Danach kämpfte die 298. ID im Rahmen der von Hitler angeordneten und am 28. Juni 1942 begonnenen Sommeroffensive 1942 – Deckname: Fall Blau - zusammen mit Gebirgsjägern westlich von Rostow am Don, am Oskol und bei Sapalow unter verschiedener Abstellung: I. rumänisches Armeekorps und XXXV. Italienisches Armeekorps. Anfangs erzielten die Wehrmachtsverbände außerordentlich schnelle Geländegewinne. Schon um den 10. Juli 1942 überschritten die 298. ID und begleitende Panzerverbände die Grenze zwischen der Ukraine und Russland zwischen Taganrog und Nowoschachtinsk. Und am 23. Juli 1942 wurde Rostow eingenommen – der Weg der Wehrmacht zum Kaukasus war frei.
Aus deutscher Sicht schienen die Erfolge der Offensive zunächst eindrucksvoll zu sein: Bis zum Wintereinbruch hatte die Wehrmacht weite Teile des Gebiets zwischen Schwarzem und Kaspischem Meer besetzt und den Kaukasus erreicht, der überwiegende Teil der Industriestadt Stalingrad an der Wolga konnte eingenommen werden. Jedoch war es nicht gelungen, die Rote Armee entscheidend zu schlagen. Mitte November nutzte diese dann die überdehnten Frontlinien und deren ungenügende Absicherung für einen massiven Gegenangriff im Raum Stalingrad, der nach der Einkesselung der 6. Armee am 19. November 1942 am Ende der mehrmonatigen Schlacht von Stalingrad zu deren Vernichtung im Februar 1943 führte.
Die 298. ID wurde von August bis Dezember 1942 in den Abwehrkämpfen der Wehrmacht am westlichen Don-Ufer flussabwärts von Tichy Don (Тихий Дон) bis zur nächsten großen Don-Schleife nach Osten bei Bogutschar (Богучар) als Teil der  italienischen 8. Armee eingesetzt. Als die Rote Armee im Rahmen der Mittlerer-Don-Operation ab dem 16. Dezember mit überlegenen und gut ausgerüsteten Kräften die Italiener am westlichen Don-Ufer (bei eisigen Temperaturen und über den eingefrorenen Don) angriff, brachen deren Abwehrlinien schon nach zwei Tagen zusammen. Um der unmittelbaren Vernichtung zu entgehen, waren die Einheiten unter dem Kommando der italienischen 8. Armee zu umgehendem Rückzug, zunächst nach Süden, gezwungen. Dieser erfolgte zum Teil flucht- und panikartig und unter Auflösung der Befehlsstrukturen.
Dabei wurde die 298. ID nach wenigen Tagen bei Tichaja-Schurawka (Тихая Журавка) von der Roten Armee eingekesselt, konnte aber ausbrechen und sich befreien. Noch vor Jahresende wurde sie nochmals bei Tschertkowo (Чертково) eingekesselt, konnte sich unter hohen Verlusten erneut freikämpfen und sich weiter nach Westen zurückziehen. Im Januar 1943 gelang der Division der Rückzug über ca. 200 km in den Raum Kupjansk, im Raum Schewtschenkowe (10 km westlich von Kupjansk) wurde sie zum dritten Mal eingekesselt. Es gelang der erneute Ausbruch in den Raum Maliniwka (Koordinaten: 48° 48′ 37,8″ N, 36° 41′ 58,8″ O) südwestlich von Isjum, dann gab es diverse Abwehrkämpfe und den Rückzug bis Krementschuk. 

### Vernichtung
Ende April 1943 musste die 298. ID auf Grund ihrer hohen Verluste aufgelöst werden.

### Verwendung der Reste der Division
Aus den Überlebenden wurde die Division „A“ und die 387. Infanterie-Division gebildet, der alte Stab der 298. ID wurde von der 389. Infanterie-Division übernommen. Die 387. ID wurde im August 1944 in der Schlacht bei Jassy vernichtet.
| Datum                       | Armeekorps                | Armee                  | Heeresgruppe | Ort                      |
| --------------------------- | ------------------------- | ---------------------- | ------------ | ------------------------ |
| Juni 1940                   | Reserve                   | 12. Armee              | A            | Aisne                    |
| Juli bis August 1940        | XVII                      | 18. Armee              | –            | Polen                    |
| September bis Dezember 1940 | XVII                      | 12. Armee              | B            | Polen                    |
| Januar bis April 1941       | XVII                      | 17. Armee              | B            | Polen                    |
| Mai 1941                    | XVII                      | 6. Armee               | A            | Polen                    |
| Juni bis Oktober 1941       | XVII                      | 6. Armee               | Süd          | Hrubieszów, Kiew, Donezk |
| November/Dezember 1941      | LII                       | 17. Armee              | Süd          | Isjum                    |
| Januar 1942                 | XXXXIV                    | 17. Armee              | Süd          | Isjum                    |
| Februar bis Mai 1942        | XI                        | Gruppe Kleist          | Süd          | Losowaja                 |
| Juni 1942                   | XIV                       | Gruppe v. Kortzfleisch | Süd          | Charkow                  |
| Juli 1942                   | Förster                   | Gruppe Wietersheim     | Süd          | Donbogen                 |
| August 1942                 | rumänisches I. Korps      | 17. Armee              | A            | Donbogen                 |
| September 1942              | Reserve                   | –                      | B            | Donsteppe                |
| Oktober 1942                | Reserve                   | 8. italienische Armee  | B            | Donsteppe                |
| November 1942               | italienisches II. Korps   | 8. italienische Armee  | B            | Bogutschar               |
| Dezember 1942               | italienisches XXXV. Korps | 8. italienische Armee  | B            | Bogutschar               |
| Januar 1943                 | Reserve                   | 8. italienische Armee  | B            | Tschertkowo              |
| Februar 1943 (Überlebende)  | Reserve                   | Lanz                   | B            | Tschertkowo              |
| März 1943                   | 387. ID                   | –                      | –            | –                        |

## Gliederung
- Infanterieregiment 525 (I.–III. Btl.)[3]
- Infanterieregiment 526 (I.–III. Btl.)[4]
- Infanterieregiment 527 (I.–III. Btl.)[5]
- Artillerieregiment 298 (I.–IV. Btl.)
- Panzerjäger-Abteilung 298
- Aufklärungs-Bataillon 298
- Pionier-Bataillon 298
- Nachrichten-Abteilung 298
- Nachschubtruppen

## Kommandeure
| Dienstzeit                          | Dienstgrad                   | Name              |
| ----------------------------------- | ---------------------------- | ----------------- |
|                                     |                              |                   |
| 6. Februar 1940 bis 1. Januar 1942  | Generalmajor/Generalleutnant | Walther Graeßner  |
| 1. Januar bis 27. Dezember 1942     | Oberst/Generalmajor          | Arnold Szelinski  |
| 27. Dezember 1942 bis 20. März 1943 | Oberst                       | Herbert Michaelis |

## Auszeichnungen
Insgesamt wurden sechs Angehörige der 298. Infanterie-Division mit dem Ritterkreuz des Eisernen Kreuzes und eine Person zusätzlich mit dem Eichenlaub zum Ritterkreuz des Eisernen Kreuzes ausgezeichnet. 19 Soldaten erhielten das Deutsche Kreuz in Gold.
| Dienstgrad        | Name              | Einheit                                | Verleihungsdatum                                                                   |
| ----------------- | ----------------- | -------------------------------------- | ---------------------------------------------------------------------------------- |
| Leutnant          | Edwin Ewald       | Zugführer 2.Kp./PiBtl. 298             | 21. August 1941                                                                    |
| Oberwachtmeister  | Ernst Thiem       | Zugführer 1.Kp./Aufklärungs-Abtlg. 298 | 17. September 1941                                                                 |
| Generalleutnant   | Walther Graeßner  | Divisionskommandeur 298. ID            | 27. Oktober 1941                                                                   |
| Oberst            | Arnold Szelinski  | Regimentskommandeur IR 525             | 18. November 1941                                                                  |
| Hauptmann d. Res. | Heinrich Schüler  | Bataillonskommandeur II. Btl./IR 525   | 18. September 1942                                                                 |
| Oberst            | Herbert Michaelis | Regimentskommandeur GR 525             | 27. Dezember 1942                                                                  |
| Hauptmann d. Res. | Heinrich Schüler  | Bataillonskommandeur II. Btl./GR 525   | Eichenlaub zum Ritterkreuz des Eisernen Kreuzes (218. Verleihung) am 2. April 1943 |

## Bekannte Divisionsangehörige
- Walther-Peer Fellgiebel (1918–2001), Autor und Manager im Vorstand der Deutschen Zündwaren-Monopol-Gesellschaft
- Heinz-Eberhard Opitz (1912–1997), war ein Oberstleutnant der Reserve im Heer der Bundeswehr und Vorsitzender Richter am Landgericht München I